# Ocean Odyssey
 (juin 2023).
Si vous disposez d'ouvrages ou d'articles de référence ou si vous connaissez des sites web de qualité traitant du thème abordé ici, merci de compléter l'article en donnant les références utiles à sa vérifiabilité et en les liant à la section « Notes et références ».
Pour les articles homonymes, voir Odyssey.
Ocean Odyssey est une plateforme de lancement spatiale, de la société multinationale Sea Launch.
Elle a également été baptisée  L/P Odyssey.
Cette plateforme mobile stationne au large de l'île Christmas, au milieu de l'océan Pacifique pour les lancements spatiaux. En effet, cette position proche de l'équateur minimise le coût du lancement.
La plateforme a été construite en 1982 pour une compagnie pétrolière, elle effectua plusieurs forages avant de subir une grave avarie en 1988. La plateforme est alors laissée à rouiller dans un port en Écosse. Elle est ensuite rachetée par le consortium Sea Launch pour en faire une plateforme de lancement. Entre 1995 et 1997, la société norvégienne Kværner ajoute deux colonnes de soutien et un nouveau système de propulsion, le pont supérieur (emplacement de l'ancien puits de forage) est réaménagé pour accueillir le hangar du lanceur. 
Le 30 janvier 2007, une fusée Zenit explose au décollage, il n'y a pas de blessés et la plateforme subit des dégâts qui n'en altèrent pas fondamentalement la structure.